# DiVolvo

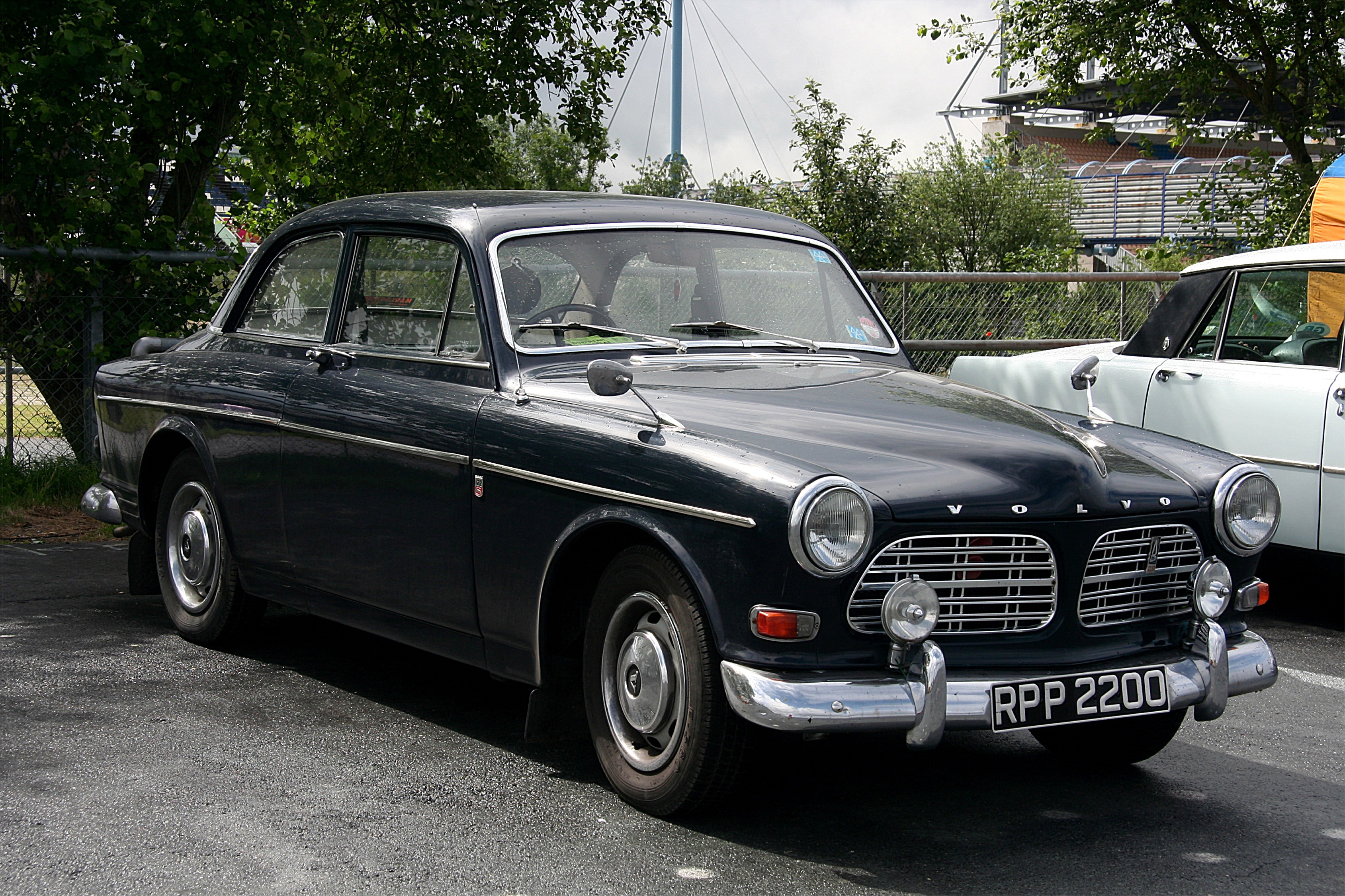
Der Volvo 122S, das wichtigste Volvo-Modell aus chilenischer Produktion

DiVolvo S.A. – ein Kürzel für Distribuidora Volvo S.A. – ist ein ehemaliger Automobilhersteller und -händler aus Arica in Chile.
Das Unternehmen wurde 1959 von Eduardo Averill gegründet.  Mit Unterstützung von Volvo begann er mit dem Bau eines Montagewerks in Arica. Eventuell erfolgte auch eine Unterstützung durch die Norske Veritas. Nach der Fertigstellung des Werks im Jahr 1962 wurden bis 1966 insgesamt 2956 Volvo 122 S montiert, bei denen es sich ausnahmslos um viertürige Versionen handelte. Dabei basierte die Produktion auf CKD-Bausätzen. Häufige oder typische Ausstattungsmerkmale waren eine vordere Sitzbank und Lenkradschaltung. Einige Fahrzeuge wurden auch von der chilenischen Polizei eingesetzt. Zudem wurden Exemplare des PV544 und des P1800 bei DiVolvo montiert.
DiVolvo fungierte auch als Händler, Wartungsdienstleister sowie als Schulungseinrichtung für Volvo in Südamerika.